# Brdo, Nazarje
Brdo este o localitate din comuna Nazarje, Slovenia, cu o populație de 47 de locuitori.